# Jelena Wiesnina
Jelena Siergiejewna Wiesnina, ros. Елена Сергеевна Веснина (ur. 1 sierpnia 1986 we Lwowie) – rosyjska tenisistka, złota medalistka igrzysk olimpijskich z Rio de Janeiro (2016) w grze podwójnej i srebrna medalistka igrzysk olimpijskich z Tokio (2020) w grze mieszanej, mistrzyni French Open 2013, US Open 2014 i Wimbledonu 2017 w grze podwójnej, mistrzyni Australian Open 2016 w grze mieszanej, reprezentantka kraju w Pucharze Federacji i zdobywczyni tego trofeum z 2007 roku, medalistka Letniej Uniwersjady 2013 rozgrywanej w rosyjskim Kazaniu w konkurencjach gry podwójnej kobiet, gry mieszanej oraz gry drużynowej kobiet. Od 11 czerwca do 15 lipca 2018 liderka deblowego rankingu tenisistek.

## Kariera tenisowa
W swojej karierze wygrała trzy turnieje WTA Tour w grze pojedynczej: w 2013 roku w Hobart, gdzie w finale pokonała Monę Barthel 6:3, 6:4, i Eastbourne, gdzie zwyciężyła Jamie Hampton 6:2, 6:1, a także cztery lata później w Indian Wells, gdzie wygrała ze Swietłaną Kuzniecową 6:7(6), 7:5, 6:4.
Wiesnina występuje także w deblu, w którym wygrała dziewiętnaście turniejów. Doszła do jedenastu finałów Wielkiego Szlema, z czego w trzech zwyciężyła. Triumf świętowała razem z Jekatieriną Makarową w Paryżu w 2013 roku, w Nowym Jorku rok później oraz na Wimbledonie w 2017 roku. W 2016 roku została złotą medalistką olimpijską w grze podwójnej.
W grze mieszanej pięciokrotnie dochodziła do finałów turnieju wielkoszlemowego, z czego jeden finał wygrała – w 2016 roku w Australian Open, gdzie razem z Bruno Soaresem pokonali parę Coco Vandeweghe–Horia Tecău wynikiem 6:4, 4:6, 10–5. Finalistką została w 2012 roku, kiedy podczas Australian Open, w parze z Leanderem Paesem przegrała w finale 3:6, 7:5, 3–10 z parą Horia Tecău oraz Bethanie Mattek-Sands, na Wimbledonie w 2011 (w parze z Maheshem Bhupathim przegrali z Melzerem i Benešovą 3:6, 2:6) i 2012 roku, kiedy razem z Paesem ulegli Mike’owi Bryanowi i Lisie Raymond 3:6, 7:5, 4:6, a także podczas French Open w 2021 roku, gdy razem z Asłanem Karacewem przegrali 6:2, 4:6, 5–10 z parą Desirae Krawczyk–Joe Salisbury. Podczas igrzysk olimpijskich w Tokio wywalczyła razem z Karacewem srebrny medal w grze mieszanej.
Podczas finałów Pucharu Federacji 2007 była jedną z trzech zawodniczek, które brały czynny udział w rozgrywkach finałowych. Pokonała Marę Santangelo, co pogłębiło jedynie porażkę Włoszek w tej edycji zawodów.

## Historia występów wielkoszlemowych
Legenda
     W, wygrany turniej
     F, przegrana w finale
     SF, przegrana w półfinale
     QF, przegrana w ćwierćfinale
     xR, przegrana w x rundzie
     Qx, przegrana w x rundzie kwalifikacji
     A, brak startu
     NH, turniej nie odbył się

### Występy w grze pojedynczej
| Australian Open        | A   | A   | A   | 4R | 2R | 3R | 1R | 1R | 1R | 1R | 4R | 1R | 1R  | Q1 | 3R | 2R  | A | A  | A   | 0 / 12 | 12 – 12 |  |  |  |  |  |
| French Open            | A   | A   | A   | 1R | 1R | 1R | 2R | 1R | 1R | 1R | 1R | 2R | 3R  | 2R | 3R | 1R  | A | A  | 3R  | 0 / 14 | 8 – 14  |  |  |  |  |  |
| Wimbledon              | A   | A   | A   | 2R | 3R | 2R | 4R | 1R | 2R | 2R | 2R | 2R | 1R  | SF | 2R | A   | A | NH | 2R  | 0 / 13 | 18 – 13 |  |  |  |  |  |
| US Open                | A   | A   | A   | 1R | 1R | 2R | 3R | 1R | 1R | 2R | 2R | 3R | 2R  | 3R | 3R | A   | A | A  | A   | 0 / 12 | 12 – 12 |  |  |  |  |  |
|                        |     |     |     |    |    |    |    |    |    |    |    |    |     |    |    |     |   |    |     |        |         |  |  |  |  |  |
| Ranking na koniec roku | 278 | 286 | 111 | 44 | 55 | 78 | 24 | 53 | 57 | 69 | 25 | 65 | 111 | 16 | 18 | 137 | – | –  | 304 | 0 / 51 | 50 – 51 |  |  |  |  |  |

### Występy w grze podwójnej
| Australian Open        | A   | A   | A   | 1R | 1R | 2R | 3R | 3R | 2R | SF | SF | F  | QF | 3R | QF | F  | A | A  | A  | A | A   | 0 / 13 | 31 – 13  |  |  |  |  |
| French Open            | A   | A   | A   | QF | 1R | 2R | F  | 3R | F  | QF | W  | 2R | SF | F  | QF | 1R | A | A  | 1R | A | 2R  | 1 / 15 | 39 – 14  |  |  |  |  |
| Wimbledon              | A   | A   | A   | 1R | 3R | 2R | 3R | F  | SF | QF | 3R | 3R | F  | QF | W  | A  | A | NH | F  | A | 2R  | 1 / 14 | 39 – 12  |  |  |  |  |
| US Open                | A   | A   | A   | 3R | 1R | 2R | QF | QF | 3R | 3R | QF | W  | 2R | SF | 3R | A  | A | A  | A  | A | A   | 1 / 12 | 29 – 11  |  |  |  |  |
|                        |     |     |     |    |    |    |    |    |    |    |    |    |    |    |    |    |   |    |    |   |     |        |          |  |  |  |  |
| Ranking na koniec roku | 454 | 201 | 126 | 46 | 45 | 18 | 22 | 23 | 10 | 9  | 5  | 7  | 8  | 6  | 3  | 16 | – | –  | 45 | – | 277 | 3 / 54 | 138 – 50 |  |  |  |  |

### Występy w grze mieszanej
| Australian Open | A | A | A | A | A  | A  | 1R | QF | 1R | F  | 2R | 2R | A  | W  | A  | A | A | A  | A | 1 / 7  | 13 – 6  |  |  |  |  |  |  |
| French Open     | A | A | A | A | 1R | 1R | 2R | 2R | 2R | SF | 1R | A  | 1R | QF | A  | A | A | NH | F | 0 / 10 | 11 – 10 |  |  |  |  |  |  |
| Wimbledon       | A | A | A | A | 2R | 1R | 3R | 2R | F  | F  | A  | A  | QF | A  | SF | A | A | NH | A | 0 / 8  | 14 – 8  |  |  |  |  |  |  |
| US Open         | A | A | A | A | A  | 2R | A  | 2R | SF | QF | A  | A  | A  | A  | A  | A | A | NH | A | 0 / 4  | 7 – 3   |  |  |  |  |  |  |
|                 |   |   |   |   |    |    |    |    |    |    |    |    |    |    |    |   |   |    |   |        |         |  |  |  |  |  |  |
|                 |   |   |   |   |    |    |    |    |    |    |    |    |    |    |    |   |   |    |   | 1 / 29 | 45 – 27 |  |  |  |  |  |  |

## Finały turniejów WTA
| Legenda                     | Legenda |
| --------------------------- | ------- |
| Wielki Szlem                |         |
| Igrzyska olimpijskie        |         |
| WTA Tour Championships      |         |
| 1988 – 2008                 |         |
| Kategoria I                 |         |
| Kategoria II                |         |
| Kategoria III               |         |
| Kategoria IV                |         |
| Kategoria V                 |         |
| 2009 – 2020                 |         |
| WTA Premier Mandatory       |         |
| WTA Premier 5               |         |
| WTA Premier                 |         |
| WTA International Series    |         |
| WTA 125K series (2012–2020) |         |

### Gra pojedyncza 10 (3–7)
| Końcowy wynik | Nr | Data             | Turniej      | Nawierzchnia | Przeciwniczka            | Wynik finału     |
| ------------- | -- | ---------------- | ------------ | ------------ | ------------------------ | ---------------- |
| Finalistka    | 1. | 10 stycznia 2009 | Auckland     | Twarda       | Jelena Diemientjewa      | 4:6, 1:6         |
| Finalistka    | 2. | 29 sierpnia 2009 | New Haven    | Twarda       | Caroline Wozniacki       | 2:6, 4:6         |
| Finalistka    | 3. | 31 lipca 2010    | Stambuł      | Twarda       | Anastasija Pawluczenkowa | 7:5, 5:7, 4:6    |
| Finalistka    | 4. | 25 września 2010 | Taszkent     | Twarda       | Ałła Kudriawcewa         | 4:6, 4:6         |
| Finalistka    | 5. | 10 kwietnia 2011 | Charleston   | Ceglana      | Caroline Wozniacki       | 2:6, 3:6         |
| Finalistka    | 6. | 5 maja 2012      | Budapeszt    | Ceglana      | Sara Errani              | 5:7, 4:6         |
| Zwyciężczyni  | 1. | 12 stycznia 2013 | Hobart       | Twarda       | Mona Barthel             | 6:3, 6:4         |
| Zwyciężczyni  | 2. | 22 czerwca 2013  | Eastbourne   | Trawiasta    | Jamie Hampton            | 6:2, 6:1         |
| Finalistka    | 7. | 10 kwietnia 2016 | Charleston   | Ceglana      | Sloane Stephens          | 6:7(4), 2:6      |
| Zwyciężczyni  | 3. | 19 marca 2017    | Indian Wells | Twarda       | Swietłana Kuzniecowa     | 6:7(6), 7:5, 6:4 |

### Gra podwójna 45 (19–26)
| Końcowy wynik | Nr  | Data                 | Turniej         | Nawierzchnia    | Partnerka               | Przeciwniczki                                  | Wynik finału      |
| ------------- | --- | -------------------- | --------------- | --------------- | ----------------------- | ---------------------------------------------- | ----------------- |
| Zwyciężczyni  | 1.  | 6 listopada 2005     | Québec          | Twarda (hala)   | Anastasija Rodionowa    | Līga Dekmeijere Ashley Harkleroad              | 6:7(4), 6:4, 6:2  |
| Finalistka    | 1.  | 19 lutego 2006       | Bengaluru       | Twarda          | Anastasija Rodionowa    | Sania Mirza Liezel Huber                       | 3:6, 3:6          |
| Finalistka    | 2.  | 24 września 2006     | Pekin           | Twarda          | Anna Czakwetadze        | Virginia Ruano Pascual Paola Suárez            | 2:6, 4:6          |
| Zwyciężczyni  | 2.  | 13 stycznia 2007     | Hobart          | Twarda          | Jelena Lichowcewa       | Anabel Medina Garrigues Virginia Ruano Pascual | 2:6, 6:1, 6:2     |
| Finalistka    | 3.  | 18 lutego 2007       | Antwerpia       | Dywanowa (hala) | Jelena Lichowcewa       | Cara Black Liezel Huber                        | 5:7, 6:4, 1:6     |
| Finalistka    | 4.  | 6 maja 2007          | Warszawa        | Ceglana         | Jelena Lichowcewa       | Wiera Duszewina Tetiana Perebyjnis             | 5:7, 6:3, 2–10    |
| Zwyciężczyni  | 3.  | 22 marca 2008        | Indian Wells    | Twarda          | Dinara Safina           | Yan Zi Zheng Jie                               | 6:1, 1:6, 10–8    |
| Finalistka    | 5.  | 13 kwietnia 2008     | Amelia Island   | Ceglana         | Wiktoryja Azaranka      | Bethanie Mattek Vladimíra Uhlířová             | 3:6, 1:6          |
| Finalistka    | 6.  | 20 lipca 2008        | Stanford        | Twarda          | Wiera Zwonariowa        | Cara Black Liezel Huber                        | 4:6, 3:6          |
| Finalistka    | 7.  | 24 maja 2009         | French Open     | Ceglana         | Wiktoryja Azaranka      | Anabel Medina Garrigues Virginia Ruano Pascual | 1:6, 1:6          |
| Finalistka    | 8.  | 5 lipca 2010         | Wimbledon       | Trawiasta       | Wiera Zwonariowa        | Vania King Jarosława Szwiedowa                 | 6:7(6), 2:6       |
| Zwyciężczyni  | 4.  | 19 marca 2011        | Indian Wells    | Twarda          | Sania Mirza             | Bethanie Mattek-Sands Meghann Shaughnessy      | 6:0, 7:5          |
| Zwyciężczyni  | 5.  | 10 kwietnia 2011     | Charleston      | Ceglana         | Sania Mirza             | Bethanie Mattek-Sands Meghann Shaughnessy      | 6:4, 6:4          |
| Finalistka    | 9.  | 4 czerwca 2011       | French Open     | Ceglana         | Sania Mirza             | Andrea Hlaváčková Lucie Hradecká               | 3:6, 4:6          |
| Zwyciężczyni  | 6.  | 16 października 2011 | Linz            | Twarda (hala)   | Marina Erakovic         | Julia Görges Anna-Lena Grönefeld               | 7:5, 6:1          |
| Finalistka    | 10. | 25 lutego 2012       | Dubaj           | Twarda          | Sania Mirza             | Liezel Huber Lisa Raymond                      | 2:6, 1:6          |
| Finalistka    | 11. | 17 marca 2012        | Indian Wells    | Twarda          | Sania Mirza             | Liezel Huber Lisa Raymond                      | 2:6, 3:6          |
| Finalistka    | 12. | 13 maja 2012         | Madryt          | Ceglana         | Jekatierina Makarowa    | Sara Errani Roberta Vinci                      | 1:6, 6:3, 4–10    |
| Finalistka    | 13. | 20 maja 2012         | Rzym            | Ceglana         | Jekatierina Makarowa    | Sara Errani Roberta Vinci                      | 2:6, 5:7          |
| Zwyciężczyni  | 7.  | 6 października 2012  | Pekin           | Twarda          | Jekatierina Makarowa    | Nuria Llagostera Vives Sania Mirza             | 7:5, 7:5          |
| Zwyciężczyni  | 8.  | 21 października 2012 | Moskwa          | Twarda (hala)   | Jekatierina Makarowa    | Marija Kirilenko Nadieżda Pietrowa             | 6:3, 1:6, 10–8    |
| Zwyciężczyni  | 9.  | 16 marca 2013        | Indian Wells    | Twarda          | Jekatierina Makarowa    | Marija Kirilenko Katarina Srebotnik            | 6:0, 5:7, 10–6    |
| Zwyciężczyni  | 10. | 9 czerwca 2013       | French Open     | Ceglana         | Jekatierina Makarowa    | Sara Errani Roberta Vinci                      | 7:5, 6:2          |
| Finalistka    | 14. | 27 października 2013 | Stambuł         | Twarda (hala)   | Jekatierina Makarowa    | Hsieh Su-wei Peng Shuai                        | 4:6, 5:7          |
| Finalistka    | 15. | 24 stycznia 2014     | Australian Open | Twarda          | Jekatierina Makarowa    | Sara Errani Roberta Vinci                      | 4:6, 6:3, 5:7     |
| Finalistka    | 16. | 30 marca 2014        | Miami           | Twarda          | Jekatierina Makarowa    | Martina Hingis Sabine Lisicki                  | 6:4, 4:6, 5–10    |
| Zwyciężczyni  | 11. | 6 września 2014      | US Open         | Twarda          | Jekatierina Makarowa    | Martina Hingis Flavia Pennetta                 | 2:6, 6:3, 6:2     |
| Finalistka    | 17. | 21 marca 2015        | Indian Wells    | Twarda          | Jekatierina Makarowa    | Martina Hingis Sania Mirza                     | 3:6, 4:6          |
| Finalistka    | 18. | 5 kwietnia 2015      | Miami           | Twarda          | Jekatierina Makarowa    | Martina Hingis Sania Mirza                     | 5:7, 1:6          |
| Finalistka    | 19. | 12 lipca 2015        | Wimbledon       | Trawiasta       | Jekatierina Makarowa    | Martina Hingis Sania Mirza                     | 7:5, 6:7(4), 5:7  |
| Zwyciężczyni  | 12. | 23 października 2015 | Moskwa          | Twarda (hala)   | Darja Kasatkina         | Irina-Camelia Begu Monica Niculescu            | 6:3, 6:7(7), 10–5 |
| Finalistka    | 20. | 15 maja 2016         | Rzym            | Ceglana         | Jekatierina Makarowa    | Martina Hingis Sania Mirza                     | 1:6, 7:6(5), 3–10 |
| Finalistka    | 21. | 5 czerwca 2016       | French Open     | Ceglana         | Jekatierina Makarowa    | Caroline Garcia Kristina Mladenovic            | 3:6, 6:2, 4:6     |
| Zwyciężczyni  | 13. | 31 lipca 2016        | Montreal        | Twarda          | Jekatierina Makarowa    | Simona Halep Monica Niculescu                  | 6:3, 7:6(5)       |
| Zwyciężczyni  | 14. | 14 sierpnia 2016     | Rio de Janeiro  | Twarda          | Jekatierina Makarowa    | Timea Bacsinszky Martina Hingis                | 6:4, 6:4          |
| Zwyciężczyni  | 15. | 30 października 2016 | Singapur        | Twarda (hala)   | Jekatierina Makarowa    | Bethanie Mattek-Sands Lucie Šafářová           | 7:6(5), 6:3       |
| Finalistka    | 22. | 7 stycznia 2017      | Brisbane        | Twarda          | Jekatierina Makarowa    | Bethanie Mattek-Sands Sania Mirza              | 2:6, 3:6          |
| Zwyciężczyni  | 16. | 25 lutego 2017       | Dubaj           | Twarda          | Jekatierina Makarowa    | Andrea Hlaváčková Peng Shuai                   | 6:2, 4:6, 10–7    |
| Finalistka    | 23. | 21 maja 2017         | Rzym            | Ceglana         | Jekatierina Makarowa    | Chan Yung-jan Martina Hingis                   | 5:7, 6:7(4)       |
| Zwyciężczyni  | 17. | 15 lipca 2017        | Wimbledon       | Trawiasta       | Jekatierina Makarowa    | Chan Hao-ching Monica Niculescu                | 6:0, 6:0          |
| Zwyciężczyni  | 18. | 13 sierpnia 2017     | Toronto         | Twarda          | Jekatierina Makarowa    | Anna-Lena Grönefeld Květa Peschke              | 6:0, 6:4          |
| Finalistka    | 24. | 26 stycznia 2018     | Australian Open | Twarda          | Jekatierina Makarowa    | Tímea Babos Kristina Mladenovic                | 4:6, 3:6          |
| Finalistka    | 25. | 17 marca 2018        | Indian Wells    | Twarda          | Jekatierina Makarowa    | Hsieh Su-wei Barbora Strýcová                  | 4:6, 4:6          |
| Zwyciężczyni  | 19. | 12 maja 2018         | Madryt          | Ceglana         | Jekatierina Makarowa    | Tímea Babos Kristina Mladenovic                | 2:6, 6:4, 10–8    |
| Finalistka    | 26. | 10 lipca 2021        | Wimbledon       | Trawiasta       | Wieronika Kudiermietowa | Hsieh Su-wei Elise Mertens                     | 6:3, 5:7, 7:9     |

### Gra mieszana 6 (1–5)
| Końcowy wynik | Nr | Data             | Turniej         | Nawierzchnia | Partner         | Przeciwnicy                             | Wynik finału       |
| ------------- | -- | ---------------- | --------------- | ------------ | --------------- | --------------------------------------- | ------------------ |
| Finalistka    | 1. | 3 lipca 2011     | Wimbledon       | Trawiasta    | Mahesh Bhupathi | Iveta Benešová Jürgen Melzer            | 3:6, 2:6           |
| Finalistka    | 2. | 29 stycznia 2012 | Australian Open | Twarda       | Leander Paes    | Bethanie Mattek-Sands Horia Tecău       | 3:6, 7:5, 3–10     |
| Finalistka    | 3. | 8 lipca 2012     | Wimbledon       | Trawiasta    | Leander Paes    | Lisa Raymond Mike Bryan                 | 3:6, 7:5, 3:6      |
| Zwyciężczyni  | 1. | 31 stycznia 2016 | Australian Open | Twarda       | Bruno Soares    | Coco Vandeweghe Horia Tecău             | 6:4, 4:6, 10–5     |
| Finalistka    | 4. | 10 czerwca 2021  | French Open     | Ceglana      | Asłan Karacew   | Desirae Krawczyk Joe Salisbury          | 6:2, 4:6, 5–10     |
| Finalistka    | 5. | 1 sierpnia 2021  | Tokio           | Twarda       | Asłan Karacew   | Anastasija Pawluczenkowa Andriej Rublow | 3:6, 7:6(5), 11–13 |

## Występy w Turnieju Mistrzyń

### W grze podwójnej
| Rok  | Rezultat    | Partnerka            | Przeciwniczki                         | Wynik                                 |
| 2013 | Finał       | Jekatierina Makarowa | Hsieh Su-wei Peng Shuai               | 4:6, 5:7                              |
| 2014 | Ćwierćfinał | Jekatierina Makarowa | Ałła Kudriawcewa Anastasija Rodionowa | 6:4, 2:6, 6–10                        |
| 2016 | Zwycięstwo  | Jekatierina Makarowa | Bethanie Mattek-Sands Lucie Šafářová  | 7:6(5), 6:3                           |
| 2017 | Półfinał    | Jekatierina Makarowa | Kiki Bertens Johanna Larsson          | 4:6, 3:6                              |
| 2018 | wycofanie   | Jekatierina Makarowa | nie wystąpiły z powodu ciąży Wiesniny | nie wystąpiły z powodu ciąży Wiesniny |

## Występy w Turnieju WTA Elite Trophy

### W grze pojedynczej
| Rok  | Rezultat     | Przeciwniczka                | Wynik                |
| 2016 | Faza grupowa | Elina Switolina Kiki Bertens | 4:6, 2:6 6:4, 7:6(5) |

## Występy w igrzyskach olimpijskich

### Gra pojedyncza
| Runda                                                                                       | Przeciwniczka           | Wynik            |
| ------------------------------------------------------------------------------------------- | ----------------------- | ---------------- |
|                                                                                             |                         |                  |
| Letnie Igrzyska Olimpijskie w Tokio 2020, reprezentując państwo Rosyjski Komitet Olimpijski |                         |                  |
| I runda                                                                                     | Łotwa: Jeļena Ostapenko | 6:4, 6:7(2), 6:4 |
| II runda                                                                                    | Włochy: Camila Giorgi   | 3:6, 1:6         |

### Gra podwójna
| Runda                                                                                             | Partnerka                     | Przeciwniczki                                                   | Wynik             |
| ------------------------------------------------------------------------------------------------- | ----------------------------- | --------------------------------------------------------------- | ----------------- |
|                                                                                                   |                               |                                                                 |                   |
| Letnie Igrzyska Olimpijskie w Pekinie 2008, reprezentując państwo Rosja                           |                               |                                                                 |                   |
| I runda                                                                                           | Wiera Zwonariowa [7]          | Hiszpania: Nuria Llagostera Vives / María José Martínez Sánchez | 2:6, 6:1, 6:3     |
| II runda                                                                                          | Wiera Zwonariowa [7]          | Argentyna: Gisela Dulko / Betina Jozami                         | 6:2, 6:3          |
| Ćwierćfinał                                                                                       | Wiera Zwonariowa [7]          | Stany Zjednoczone: Serena Williams / Venus Williams [2]         | 4:6, 0:6          |
|                                                                                                   |                               |                                                                 |                   |
| Letnie Igrzyska Olimpijskie w Londynie 2012, reprezentując państwo Rosja                          |                               |                                                                 |                   |
| I runda                                                                                           | Jekatierina Makarowa [6]      | Australia: Jarmila Gajdošová / Anastasija Rodionowa             | 6:1, 6:4          |
| II runda                                                                                          | Jekatierina Makarowa [6]      | Niemcy: Julia Görges / Anna-Lena Grönefeld                      | 6:2, 6:1          |
| Ćwierćfinał                                                                                       | Jekatierina Makarowa [6]      | Stany Zjednoczone: Liezel Huber / Lisa Raymond [1]              | 3:6, 3:6          |
|                                                                                                   |                               |                                                                 |                   |
| Letnie Igrzyska Olimpijskie w Rio de Janeiro 2016, reprezentując państwo Rosja                    |                               |                                                                 |                   |
| I runda                                                                                           | Jekatierina Makarowa [7]      | Australia: Anastasija Rodionowa / Arina Rodionowa               | 6:1, 6:2          |
| II runda                                                                                          | Jekatierina Makarowa [7]      | Rumunia: Andreea Mitu / Raluca Olaru                            | 6:1, 6:4          |
| Ćwierćfinał                                                                                       | Jekatierina Makarowa [7]      | Hiszpania: Garbiñe Muguruza / Carla Suárez Navarro [4]          | 6:3, 6:4          |
| Półfinał                                                                                          | Jekatierina Makarowa [7]      | Czechy: Lucie Šafářová / Barbora Strýcová                       | 7:6(7), 6:4       |
| O złoty medal                                                                                     | Jekatierina Makarowa [7]      | Szwajcaria: Timea Bacsinszky / Martina Hingis [5]               | 6:4, 6:4          |
|                                                                                                   |                               |                                                                 |                   |
| Letnie Igrzyska Olimpijskie w Tokio 2020, reprezentując państwo Rosyjski Komitet Olimpijski       |                               |                                                                 |                   |
| I runda                                                                                           | Wieronika Kudiermietowa       | Niemcy: Anna-Lena Friedsam / Laura Siegemund                    | 6:2, 7:5          |
| II runda                                                                                          | Wieronika Kudiermietowa       | Holandia: Kiki Bertens / Demi Schuurs [3]                       | 6:2, 3:6, 10–7    |
| Ćwierćfinał                                                                                       | Wieronika Kudiermietowa       | Ukraina: Ludmyła Kiczenok / Nadija Kiczenok                     | 6:2, 6:1          |
| Półfinał                                                                                          | Wieronika Kudiermietowa       | Czechy: Barbora Krejčíková / Kateřina Siniaková [1]             | 3:6, 6:3, 6–10    |
| O brązowy medal                                                                                   | Wieronika Kudiermietowa       | Brazylia: Laura Pigossi / Luisa Stefani                         | 6:4, 4:6, 9–11    |
|                                                                                                   |                               |                                                                 |                   |
| Letnie Igrzyska Olimpijskie w Paryżu 2024, reprezentując państwo Indywidualni sportowcy neutralni |                               |                                                                 |                   |
| I runda                                                                                           | Jekatierina Aleksandrowa [PR] | Czechy: Karolína Muchová / Linda Nosková                        | 6:2, 6:7(5), 6–10 |

### Gra mieszana
| Runda                                                                                       | Partner       | Przeciwnicy                                                                | Wynik              |
| ------------------------------------------------------------------------------------------- | ------------- | -------------------------------------------------------------------------- | ------------------ |
|                                                                                             |               |                                                                            |                    |
| Letnie Igrzyska Olimpijskie w Londynie 2012, reprezentując państwo Rosja                    |               |                                                                            |                    |
| I runda                                                                                     | Michaił Jużny | Argentyna: Gisela Dulko / Juan Martín del Potro                            | 3:6, 5:7           |
|                                                                                             |               |                                                                            |                    |
| Letnie Igrzyska Olimpijskie w Tokio 2020, reprezentując państwo Rosyjski Komitet Olimpijski |               |                                                                            |                    |
| I runda                                                                                     | Asłan Karacew | Francja: Kristina Mladenovic / Nicolas Mahut [1]                           | 6:4, 6:2           |
| Ćwierćfinał                                                                                 | Asłan Karacew | Polska: Iga Świątek / Łukasz Kubot                                         | 6:4, 6:4           |
| Półfinał                                                                                    | Asłan Karacew | Serbia: Nina Stojanović / Novak Đoković                                    | 7:6(4), 7:5        |
| O złoty medal                                                                               | Asłan Karacew | Rosyjski Komitet Olimpijski: Anastasija Pawluczenkowa / Andriej Rublow [4] | 3:6, 7:6(5), 11–13 |